# Hockey Club Lakers
L'Hockey Club Lakers è una squadra di hockey su ghiaccio femminile con sede ad Egna.

## Storia

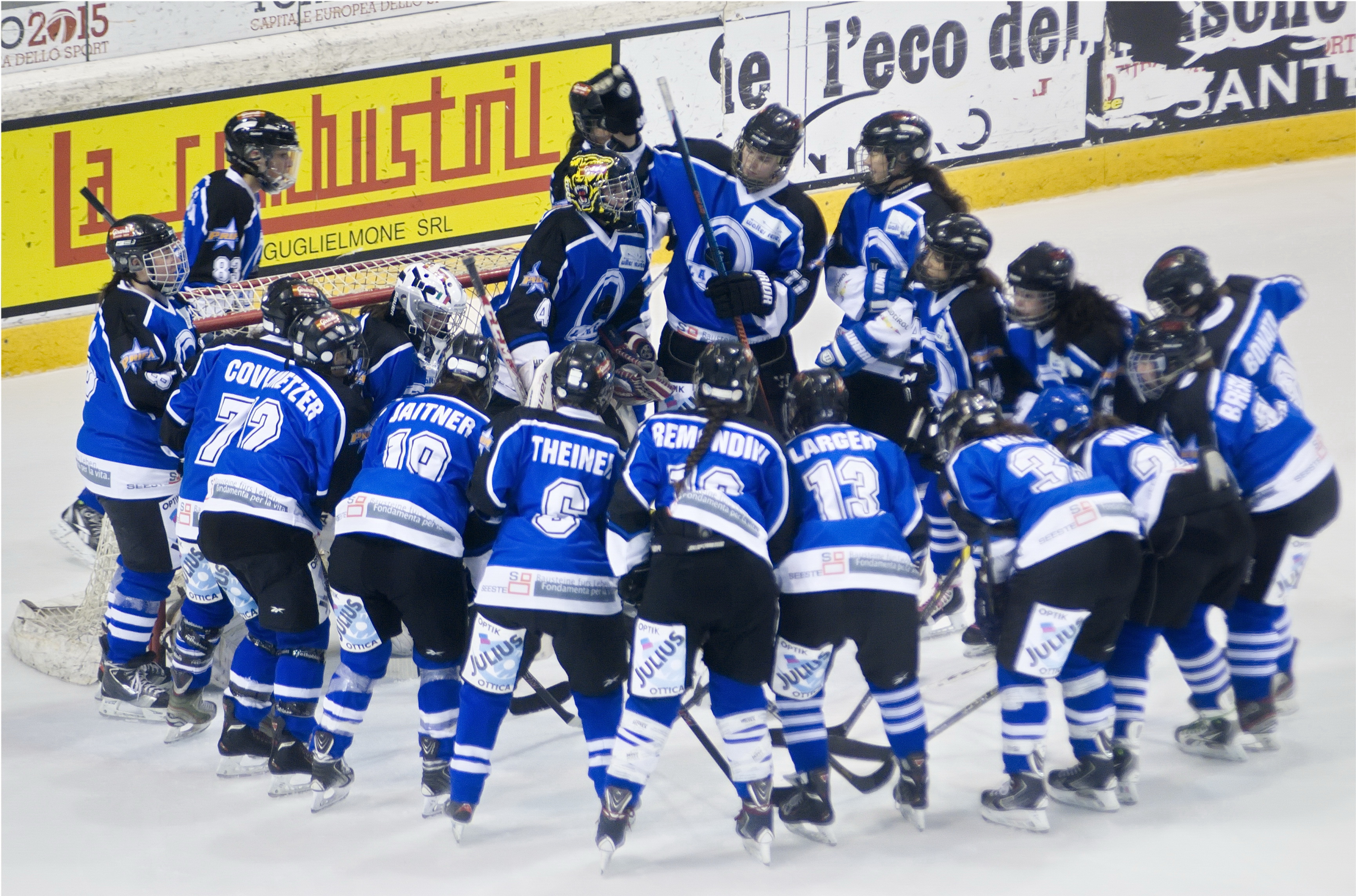
La squadra nel 2015

Il primo tentativo di creare una squadra di hockey su ghiaccio femminile ad Appiano sulla Strada del Vino risale all'autunno 2004, quando su iniziativa della giocatrice Claudia Messner, la dirigenza della locale squadra maschile, l'HC Appiano, accettò di aiutare (fornendo un allenatore ed alcune ore di disponibilità della pista) la nascita di un nuovo sodalizio indipendente, che prese il nome di Black Sharks Appiano. Dopo alcuni mesi di allenamenti, disputò a fine stagione la prima partita, un'amichevole a ranghi misti con le Eagles Bolzano. La squadra tuttavia non arrivò mai ad iscriversi ad alcun campionato e nel 2007 si sciolse.
Un anno dopo, nell'autunno del 2008, su iniziativa ancora della Messner, del fratello Alex e dell'ex allenatore della Nazionale azzurra e delle Eagles Markus Sparer, rimasto senza squadra dopo lo scioglimento della compagine bolzanina, prese il via un nuovo progetto, l'Hockey Club Appiano Lakers. Ancora una volta, all'inizio ci fu l'appoggio della squadra maschile, fino a che la squadra non fu in grado di rendersi indipendente. Nella sua prima stagione le Lakers disputarono solo tornei amichevoli, per iscriversi poi per la prima volta al massimo campionato femminile nella stagione 2009-2010.
Nella sua prima stagione ha chiuso al quarto posto la regular season, giungendo invece terza nelle due stagioni successive.
Nel 2012 Markus Sparer, per una stagione, venne sostituito da Fabio Larcher.
Nel 2013 la società trasferisce la propria sede da Appiano ad Egna, e cambia allenatore, nominando Alex Obkircher.
Nell'estate del 2014 viene incaricato Stefano Daprà come allenatore.
Nella stagione 2014-2015, inoltre, le Lakers hanno affiancato alla partecipazione al campionato italiano la partecipazione alla Damen Eishockey BundesLiga II, la seconda serie del campionato austriaco.

## Giocatrici famose
- Katharina Sparer